# Grønbæk Kirke
Grønbæk Kirke ligger i Grønbæk Sogn i Lysgård Herred, tidligere Viborg Amt, nu Region Midtjylland. Kirken er bygget af sognets beboere omkring 1200, men blev omkring 1440 overdraget til Alling Kloster ved den nærliggende Alling Sø. Efter reformationen kom kirken under Allinggård.
Kirken er bygget med næsten én meter tykke mure med tilhuggede granitkvadre yderst. Den er forsynet med en apsis, der er den eneste på en landsbykirke i Danmark med fritstående granitsøjler. Kirkens oprindelige indgange er tilmuret med munkesten, men granitportalerne står stadig lidt forskudt for hinanden. Tårnet er opført først i 1400-tallet med granitkvadre fra vestgavlen og fortsat med munkesten. Det er to gange bygget højere: i 1717 og i 1938. I 1946 blev det udvendige trappetårn tilføjet. Klokken er fra 1485, og en inskription fortæller, at kirken er viet til Sankt Andreas. Tårnuret fra 1975 er tegnet af Lone Schmidt og er skænket af en anonym.
Lidt nordvest for kirken ligger Erik Glippings jagthus, som Erik Klipping efter sigende overnattede i natten inden mordet i Finderup lade.

## Galleri
- Sankt Andreas
- Døbefonten er Danmarks største, fremstillet i kløverform af poleret Hoburgmarmor fra Gotland
- Prædikestolen er et billedskærerarbejde i barok fra 1686, skænket af familien Fischer. Hovedfelterne viser de fire evangelister
- Kirkerummet
- Kor og alterbord i granit
- Den tidligere altertavle blev fjernet i 1905, efter opdagelsen af de smukke kalkmalerier fra ca. 1225
- Kalkmalerierne forstiller Kristus omgivet af Jomfru Maria, Peter, Johannes og Paulus
- De blev afdækket af Nationalmuseet i 1905, og genrestaureret i 1956
- Dragefigur i korbuen
- Epitafium fra 1668 over præsten Niels Christensen Lind og hans familie i bruskbarok stil
- Krucifiksgruppen stammer fra en valfartskirke i Karup, der blev nedlagt i 1744
- Apsis med fritstående søjler

## Eksterne kilder og henvisninger
- Grønbæk Kirke hos denstoredanske.dk
- Grønbæk Kirke hos KortTilKirken.dk
- Kirkens beskrivelse hos Runeberg: Trap 3-4, p. 742/743 Grønbæk Sogn

- Wikimedia Commons har flere filer relateret til Grønbæk Kirke